# Пареха, Хуан де
Хуан де Пареха, по прозвищу Эль-Эсклаво (исп. Juan de Pareja, el Esclavo; 1606 или 1610, Антекера — 1670, Мадрид) — испанский художник эпохи барокко.

## Жизнь и творчество

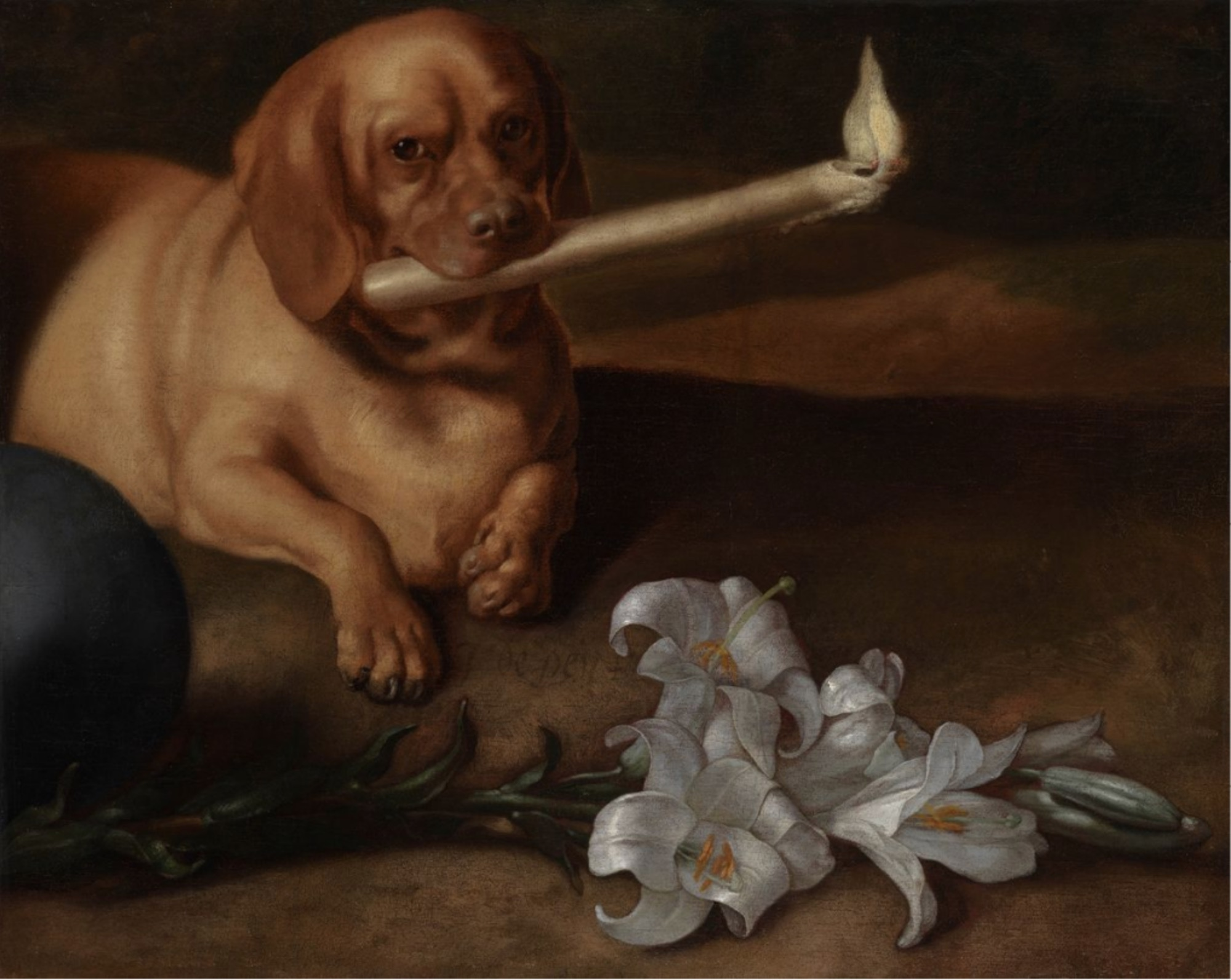
Собака со свечой и лилией (вероятно, сохранившийся фрагмент портрета святого Доминика), Художественный музей Индианаполиса, США

Родился на юге Испании в семье морисков, по происхождению — мулат. Был слугой (по некоторым сведениям — рабом) придворного художника короля Филиппа IV Диего Веласкеса, и работал в мастерской последнего. Самоучка, скрывавший свои работы от других, в том числе и от Веласкеса. Талант де Парехи был открыт, когда Филипп IV и Веласкес случайно обнаружили одно из произведений Хуана.
По желанию короля, Веласкес даровал Хуану де Парехе свободу и сделал его своим вольнонаёмным помощником. Примерно в то же время, в 1650 году, Веласкес пишет в Риме портрет Хуана, один из лучших портретов в своём творчестве. После смерти Веласкеса де Пареха продолжил работать в мастерской, перешедшей к зятю и также ученику Веласкеса, Хуана Батиста де Мора.
Хуан де Пареха писал преимущественно портреты и картины религиозного содержания. Также Пареха был известен тем, что великолепно копировал произведения  Веласкеса.
В 1965 году американская писательница Элизабет Бортон де Тревиньо опубликовала вымышленную автобиографию художника «Я, Хуан де Пареха». 

## Галерея

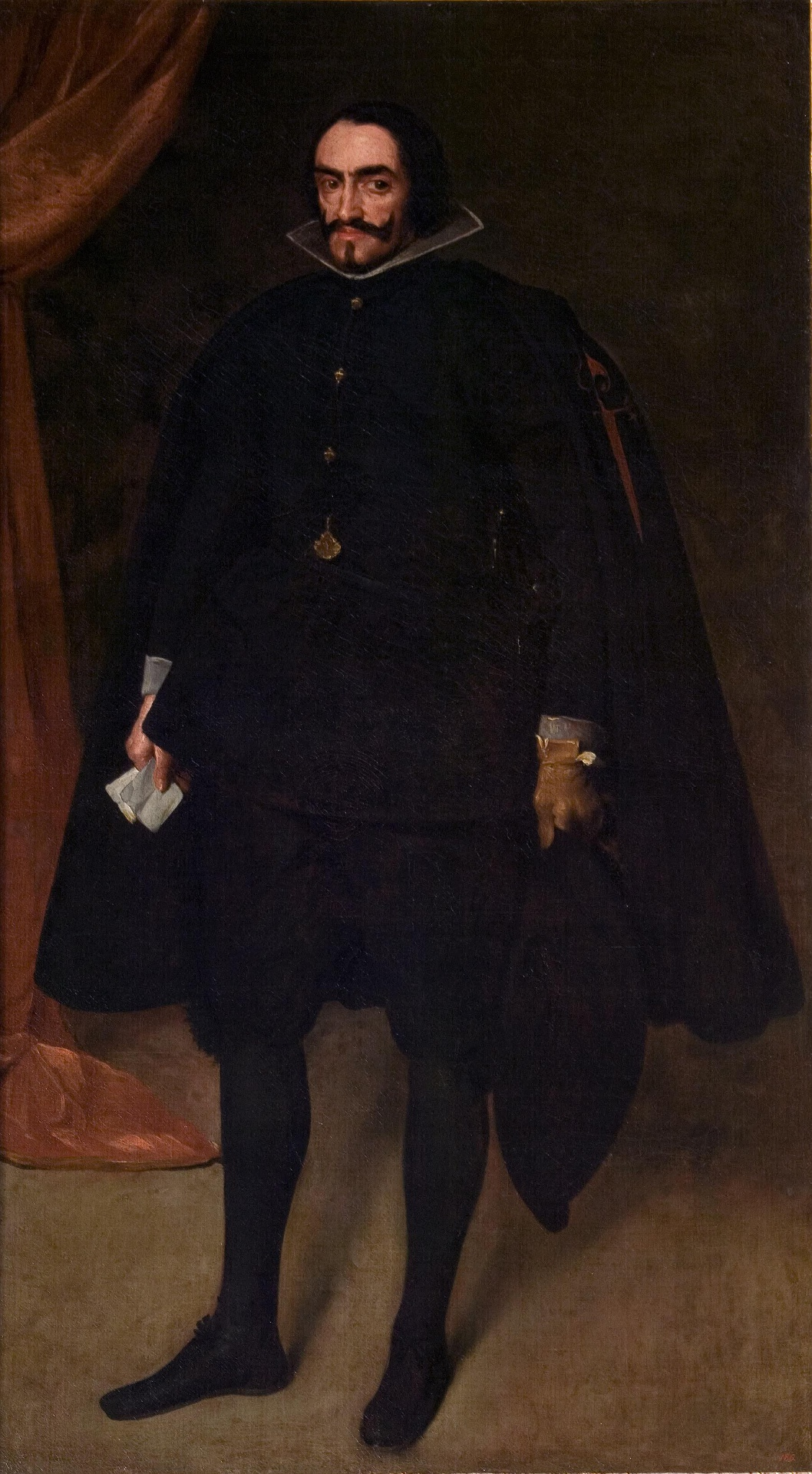
Портрет неизвестного рыцаря ордена Сантьяго, Государственный Эрмитаж
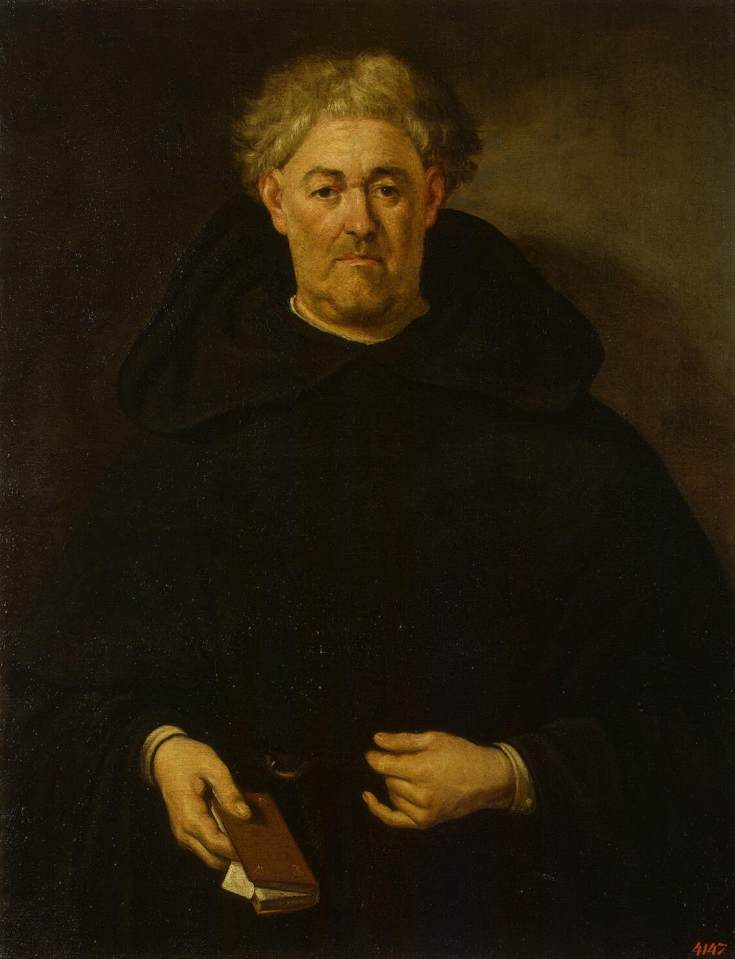
Портрет монаха (1651), Государственный Эрмитаж
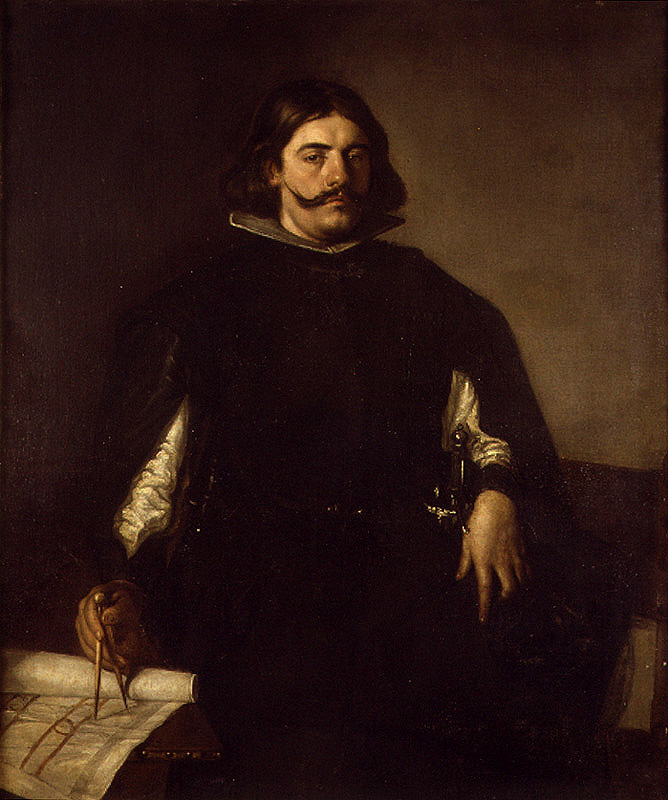
Портрет архитектора Хосе Дальмау, Музей изящных искусств Валенсии
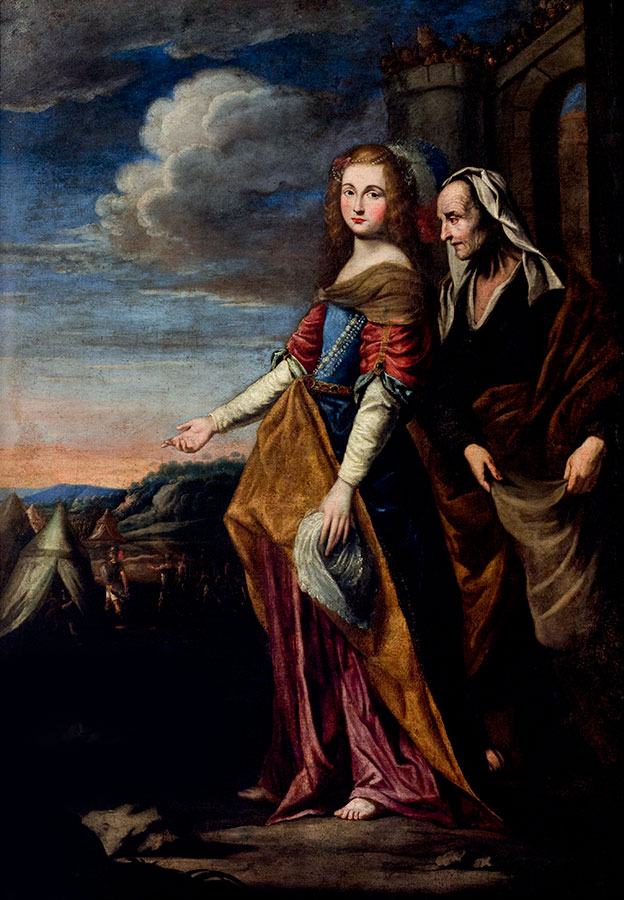
Юдифь, Национальный музей изящных искусств (Гавана)
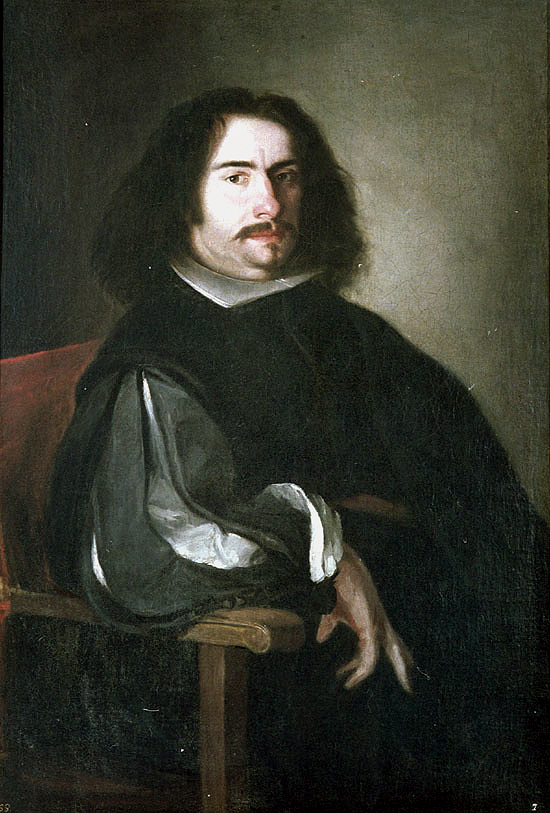
Портрет драматурга Агустина Морето
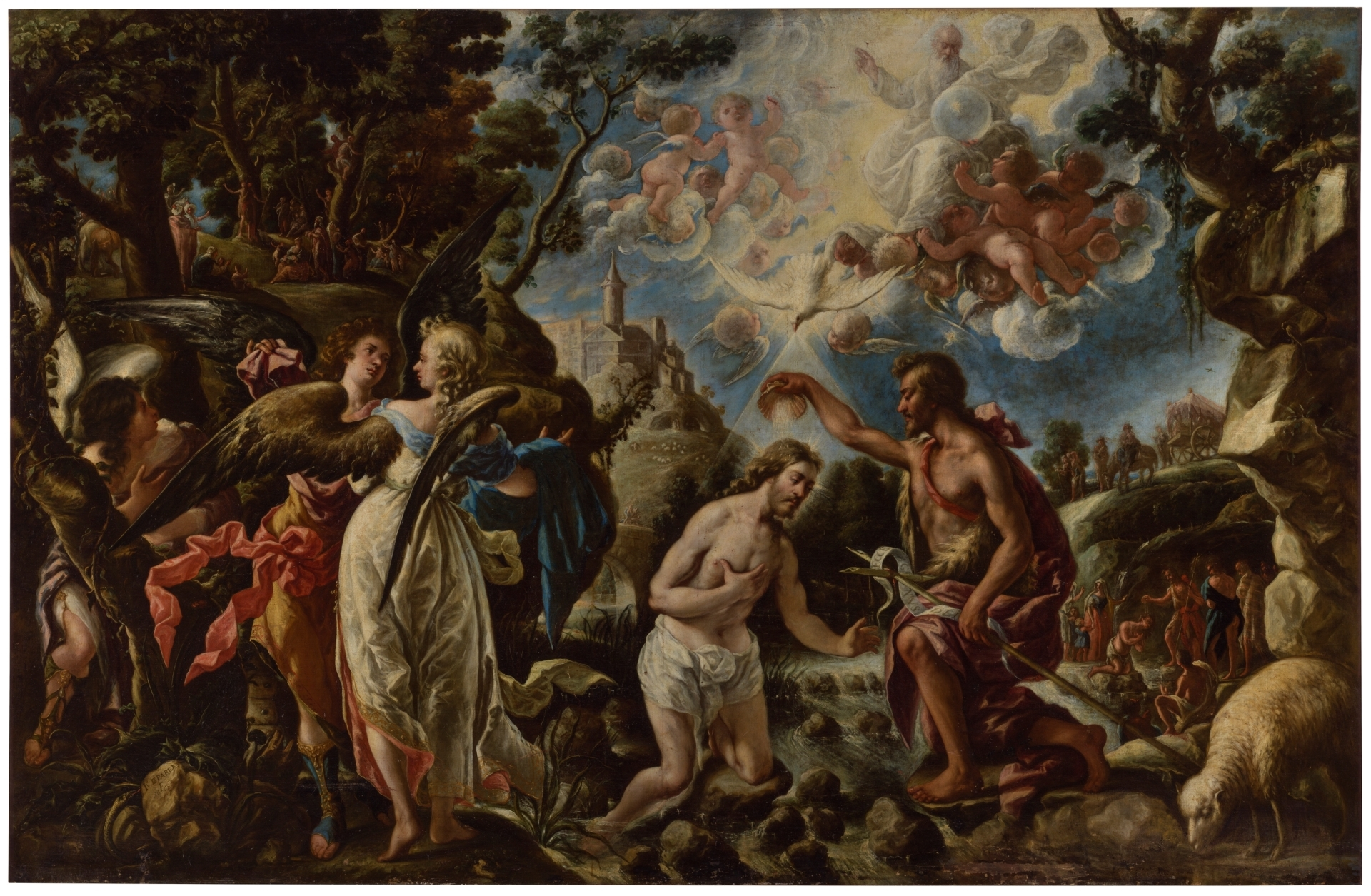
Крещение Христово (1667), музей Прадо, Мадрид
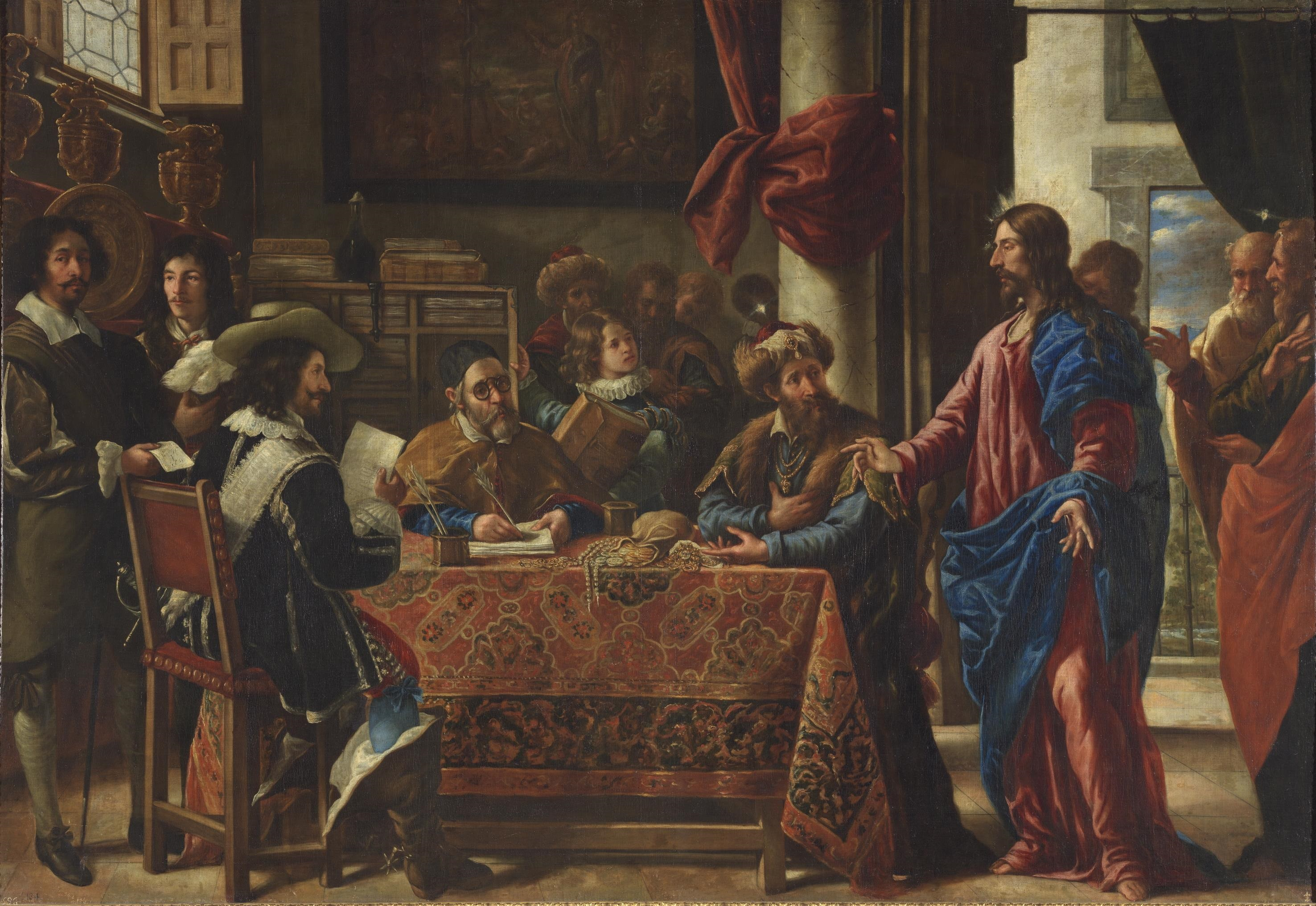
Призвание евангелиста Матфея (1661 или ок. 1670; музей Прадо). На этой картине де Пареха изобразил свой автопортрет в образе крайнего слева персонажа, с бумагой в руке.музей Прадо